# فاتح پور، سوات
فاتح پور (به انگلیسی: Fatehpur) یک منطقهٔ مسکونی در پاکستان است که در خیبر پختونخوا واقع شده‌است. منطقه ای نیمه خشک است که محل پرورش خشاش در قدیم بوده و در حال حاضر مردم آنجا با پروش دام  عمران معاش میکنند